# Loucká
Loucká (deutsch Loutschka) ist eine Gemeinde in Tschechien. Sie liegt elf Kilometer südlich von Roudnice nad Labem und gehört zum Okres Kladno.

## Geographie
Loucká befindet sich auf der Böhmischen Tafel. Westlich erhebt sich der Hügel Vidrholec (243 m). Im Osten liegt der Sportflugplatz Sazená. Anderthalb Kilometer westlich verläuft die Eisenbahn von Roudnice nad Labem nach Zlonice, an der sich der Bahnhalt „Loucká“ befindet.
Nachbarorte sind Straškov-Vodochody im Norden, Mnetěš im Nordosten, Ledčice im Osten, Sazená im Südosten, Miletice im Süden, Černuc im Südwesten, Hospozínek im Westen sowie Bříza im Nordwesten.

## Geschichte
Loucká wurde wahrscheinlich im 13. Jahrhundert bei der Rodung des bischöflichen Waldes gegründet. Die erste urkundliche Erwähnung eines Hofes Loucká erfolgte im Jahre 1220. Besitzer war zu dieser Zeit das Bistum Prag.
1785 wurde das Dominikaldorf Loucká gegründet. Zu den bedeutendsten Besitzern von Loucký gehörte das Adelsgeschlecht Lobkowicz, in dessen Besitz der Ort ca. 350 Jahre verblieb. Die Bewohner lebten von der Landwirtschaft.
Nach der Aufhebung der Patrimonialherrschaften bildete Loucká ab 1848 eine Gemeinde im Bezirk Roudnice. 1961 wurde das Dorf nach Černuc eingemeindet und kam zugleich zum Okres Kladno. Seit 1990 besteht die Gemeinde Loucká wieder.

## Gemeindegliederung
Für die Gemeinde Loucká sind keine Ortsteile ausgewiesen.

## Sehenswürdigkeiten
- Kapelle St. Peter und Paul, errichtet 1877